# Mirko Selvaggi
Mirko Selvaggi (Pieve a Nievole, 11 febbraio 1985) è un ex ciclista su strada italiano, professionista dal 2008 al 2016.

## Carriera
Tra i dilettanti Elite/Under-23 gareggia per tre anni, dal 2004 al 2006, con il Pedale Larigiano, mentre nel 2007 è tra le file della Mastromarco-Chianti Sensi. In tale stagione coglie due successi, al Trofeo Ledo Tempestini di La California e in una tappa del Giro della Toscana Under-23.
Passa professionista nel 2008 con la formazione svedese Cycle Collstrop. L'anno successivo milita per la Amica Chips-Knauf fino alla sospensione del team nel mese di maggio: alla fine del 2009 viene annunciato così il suo ingaggio da parte della squadra kazaka Astana. Per il 2011 si trasferisce alla Vacansoleil-DCM, partecipando anche al primo Giro d'Italia in carriera. Rimane con la squadra olandese fino al 2013, anno di dismissione del team; nelle seguenti due stagioni è quindi tra le file della belga Wanty-Groupe Gobert, sempre sotto la direzione di Hilaire Van Der Schueren.
Si ritira dall'attività al termine della stagione 2016, trascorsa in casacca Androni Giocattoli-Sidermec.

## Palmarès
- 2007 (Dilettanti Under-23, Mastromarco-Chianti Sensi-Vangi)

Trofeo Ledo Tempestini
2ª tappa Giro della Toscana Under-23

## Piazzamenti

### Grandi Giri
- Giro d'Italia

2011: 116º
2012: 122º

### Classiche monumento
- Milano-Sanremo

2010: 90º
2011: 119º
2013: ritirato
2016: 53º
- Giro delle Fiandre

2008: 89º
2010: 64º
2011: ritirato
2012: ritirato
2013: 69º
2014: 45º
2015: 76º
- Parigi-Roubaix

2011: ritirato
2013: ritirato
2014: 139º
- Liegi-Bastogne-Liegi

2008: 70º
2014: 97º
- Giro di Lombardia

2010: ritirato
2012: ritirato
2013: ritirato